# Di miszpoche Cwi
Di miszpoche Cwi (polnisch Rodzina Cwi) war ein jiddischer Stummfilm in Polen von 1916.

## Hintergründe
Di miszpoche Cwi (Die Familie Zwi) war der elfte und letzte Stummfilm, den der Theaterregisseur Abraham Kamiński drehte, mitten im Ersten Weltkrieg. Weitere technische Angaben sind unbekannt.
Die Schauspieler kamen wieder von seinem jiddischen Theater in Warschau, die Hauptrolle spielte seine Frau Esther Rachel Kamińska. Die Vorlage war das jiddische Theaterstück Die Familie Zwi. Drama des letzten und einzigen Juden von David Pinski von 1903.